# Gare de Tormásliget
La gare de Tormásliget (en hongrois : Tormásliget vasútállomás) est une halte ferroviaire hongroise, située à Tormásliget.